# یوزف اسکروبینسکی
یوزف اسکروبینسکی (لهستانی: Józef Skrobiński; ۲۶ ژانویهٔ ۱۹۱۰ – ۲۲ ژانویهٔ ۱۹۷۹) یک نقاش و کارگردان فیلم اهل لهستان بود.
او دانش‌آموختهٔ رشتهٔ ریاضیات در دانشگاه ورشو بود و بعدها بیشتر فیلم‌هایش دربارهٔ ریاضیات، فیزیک و اخترشناسی بود. او بیش از ۴۰ فیلم انیمیشن و عامه‌پسند علمی ساخت.